# ژیلا اشکان
ژیلا اشکان (زادۀ ۱۳۳۹ تهران) از دوبلورهای ایرانی است.
او از ۲۴ سالگی کار حرفه‌ای خود را در دوبله آغاز کرد و معمولاً به جای تیپ‌های گوناگون بچه و جوان صداپیشگی نموده‌است مانند دوبلۀ سنین خردسالی تا بزرگ‌سالی نقش «هاتسکو» (دخترخواندهٔ اوشین) در سریال اوشین.
وی پیشینۀ ۲ بار بازیگری در سینما را نیز در کارنامۀ هنری خود داراست؛ نخست بچه‌های طلاق (۱۳۶۸) به کارگردانی تهمینه میلانی و دوم سیمای زنی در دوردست (۱۳۸۲) به کارگردانی علی مصفا.

## نمونه‌هایی از نقش‌آفرینی‌ها
| فیلم                           | نقش                         |
| ------------------------------ | --------------------------- |
| ایکیو سان                      | مادر ایکیو                  |
| هاچیپو                         | یکی از آدم کوچولوها         |
| دهکدۀ خاطرات                   | اِما (مادر لُرا)              |
| کتاب گویای قصه‌هایی برای کودکان |                             |
| سریال اوشین                    | هاتسُکو                      |
| در برابر باد                   | اِلی مالوین + پسر ژنرال هولت |
| خانواده جدید                   | یانگ سیل                    |

## بن‌مایه
1. ↑  «ژیلا اشکان». سوره سینما.
2. ↑  «کتاب گویای «قصه‌هایی برای خواب کودکان» به زودی منتشر می‌شود». خبرگزاری مهر.
3. ↑  «درباره «دهکده خاطرات» و دوبله‌اش». جام‌جم آن‌لاین. بایگانی‌شده از اصلی در ۸ آوریل ۲۰۱۴. دریافت‌شده در ۴ آوریل ۲۰۱۴.
4. ↑  «"آقای 3000"و"خاکستر آنجلا" مهمان تلویزیون». فردا نیوز.
5. ↑  . سینما پرس [cinemapress.ir/news/42211/رالف-خرابکار-دوبله-شد cinemapress.ir/news/42211/رالف-خرابکار-دوبله-شد] مقدار |نشانی= را بررسی کنید (کمک). پارامتر |عنوان= یا |title= ناموجود یا خالی (کمک)